# هايدي توماس
هايدي توماس (بالإنجليزية: Heidi Thomas)‏ هي كاتِبة وكاتبة سيناريو وكاتبة مسرحية بريطانية، ولدت في 13 أغسطس 1962 في Garston, Liverpool ‏ في المملكة المتحدة.

## وصلات خارجية
- هايدي توماس على موقع IMDb (الإنجليزية)
- هايدي توماس على موقع ألو سيني (الفرنسية)
- هايدي توماس على موقع أول موفي (الإنجليزية)
- هايدي توماس على موقع قاعدة بيانات برودواي على الإنترنت (الإنجليزية)
- هايدي توماس على موقع قاعدة بيانات الأفلام السويدية (السويدية)
- هايدي توماس على موقع قاعدة بيانات الفيلم (الإنجليزية)